# كنيس
كنيس (בית כנסת بيت كنيست بالعبرية) أو صلاة أي بيت الاجتماع جمعه «كُنس» هو معبد أتباع الديانة اليهودية نظير للمسجد لدى المسلمين والكنيسة لدى المسيحيين.

## تاريخ

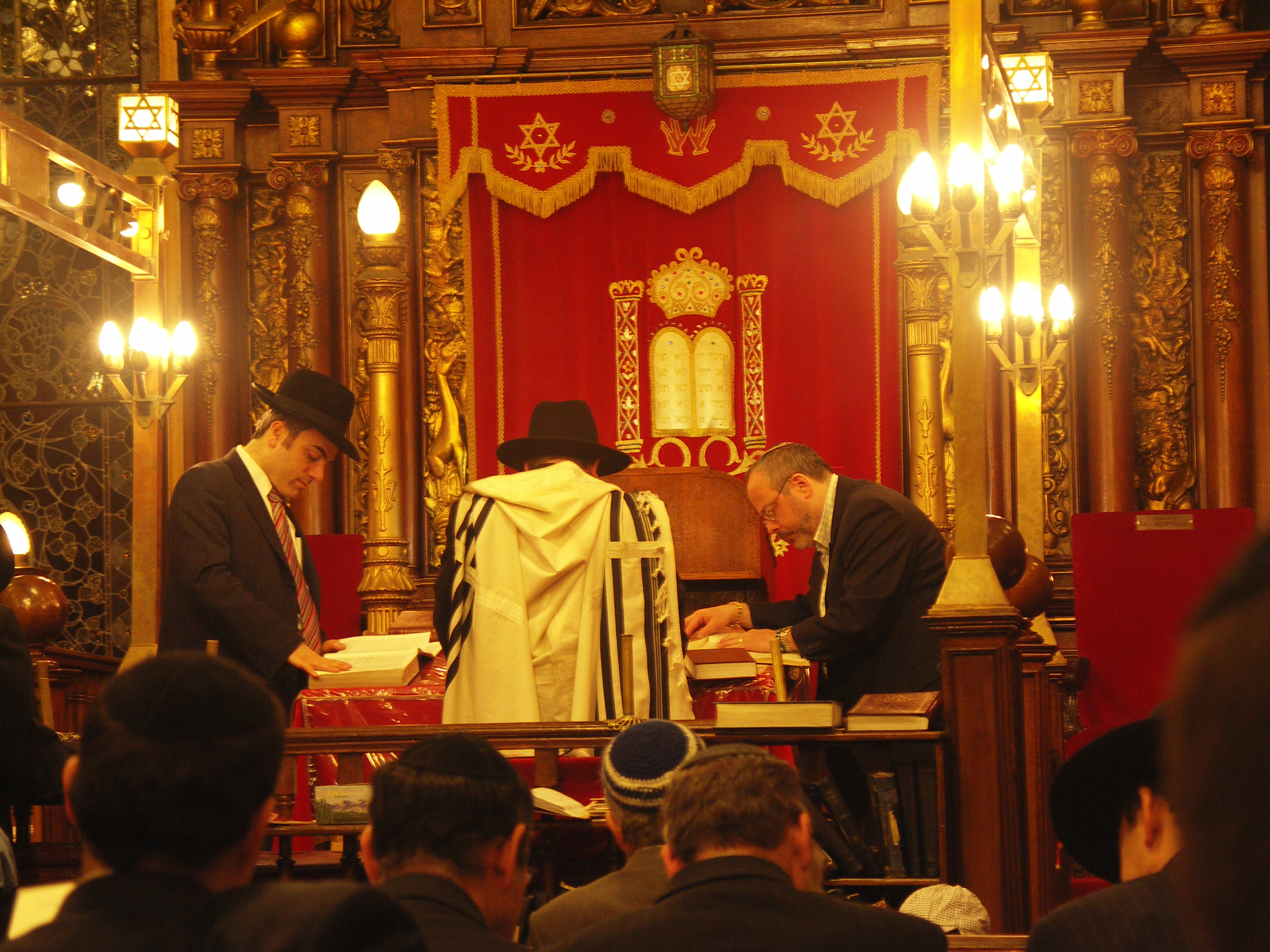
كنيس من الداخل

يعود تاريخ المعابد إلى فترة التهجير البابلي. ويبدو أن اليهود هناك كانوا يجتمعون للصلاة في أماكن خُصِّصت لذلك الغرض. وقد بدأت تظهر إشارات إلى المعابد اليهودية في الكتابات الدينية اليهودية بعد ذلك التاريخ. ومع هَدْم الهيكل، أصبح المعبد المركز القومي والاجتماعي ليهود فلسطين والجماعات اليهودية المنتشرة في العالم، والمكان الذي يتدراسون فيه تراثهم الديني. ولذا، فإن انتهاء اليهودية الصدوقية والعبادة القربانية المرتبطة بالهيكل لم يتسبب في انتهاء اليهودية ككل، وخصوصاً أن الفريسيين كانوا قد توصلوا إلى صياغة لليهودية تستند إلى التوراة، وتجعل المعبد اليهودي (وليس الهيكل) مركزها 
يحاول المعبد أن يكون صدى للهيكل. ومعظم المعابد اليهودية في الوقت الحاضر بُنيت متجهة للقدس. ويوجد حوض في الخارج يستطيع المصلون غسل أيديهم فيه قبل الصلاة، وشكل المعبد في الغالب مستطيل. وتوجد في مقدمة المعبد فجوة تغطيها ستارة (أصبحت دولاباً ثابتاً) هي تابوت لفائف الشريعة الذي تُحفَظ فيه اللفائف، وهي أكثر الأشياء قداسة في المعبد (وتقابل قدس الأقداس في الهيكل القديم). وعادةً ما تُزَّين المعابد في العصر الحديث بنجمة داود ولوحي العهد. وقد كان قارئ التوراة يقف في مكان أكثر انخفاضاً (نسبياً) من أرض المعبد. وفي الوقت الحاضر، انعكس الوضع فصار القارئ يجلس على منصة عالية نسبياً تُسمَّى «بيماه» (أو «الميمار»). وتُقام في المعبد الصلوات اليومية، فبإمكان أي شخص، من الناحية النظرية، أن يؤم المصلين. غير أن من المعتاد أن يؤم المصلين أفراد تلقوا دراسة خاصة للقيام بهذه الوظيفة. وتُقرَأ التوراة في المعبد كل يوم سبت، وفي يومي الاثنين والخميس من كل أسبوع 